# Schönberg-Lachtal
Schönberg-Lachtal là một đô thị thuộc huyện Murau thuộc bang Steiermark, nước Áo. Đô thị Schönberg-Lachtal có diện tích 42,03 km², dân số thời điểm năm 2005 là 1038 người.